# Lenins hängningsorder

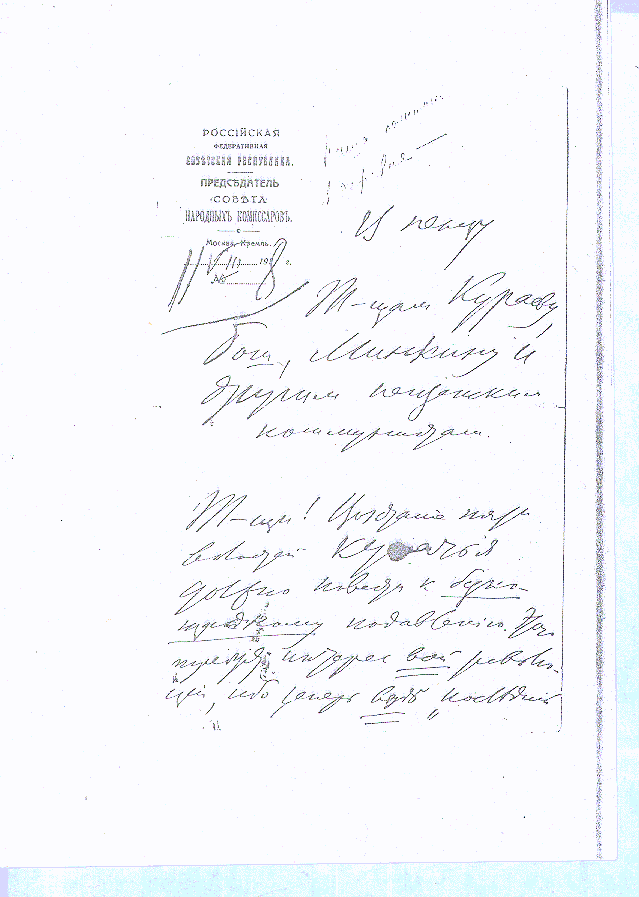
Lenins hängningsorder, sida 1.

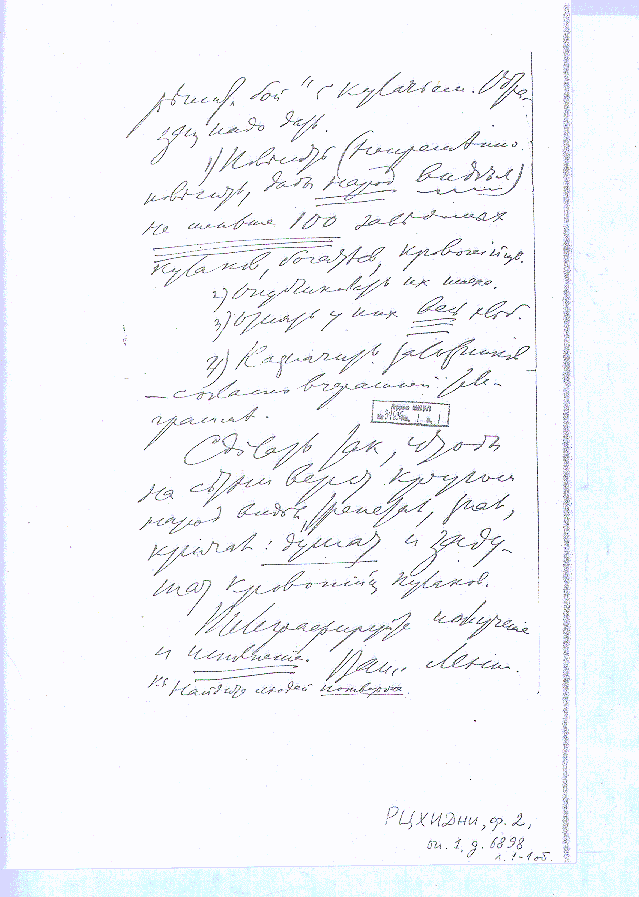
Lenins hängningsorder, sida 2.

Lenins hängningsorder är den benämning Library of Congress har givit ett telegram sänt av Vladimir Lenin den 11 augusti 1918. Kulaker hade inlett ett uppror i Guvernementet Penza och Lenin sände ett telegram till de tre kommunistiska ledarna Vassilij Kurajev, Evhenia Bohdanivna Bosch och Alexander Minkin och förordade att upprorsmakarna skulle hängas offentligt.

## Bakgrund
I november 1917 utbröt ryska inbördeskriget och under sommaren året därpå blev flera ryska städer, däribland Moskva och Petrograd, avskurna från de spannmålsproducerande regionerna i Ukraina, norra Kaukasus och Sibirien. Hundratusentals människor hotades av svält. Myndigheterna i Guvernementet Penza var ovilliga att förse de ryska städerna med livsmedel, men tvångsåtgärder vidtogs för att samla in spannmål. Evhenia Bohdanivna Bosch fick i uppdrag att övervaka insamlingen.
Den 5 augusti 1918 utbröt en bonderevolt i distriktet Penza och spred sig till andra områden. Ordföranden i Penzas sovjet, Vassilij Kurajev, motsatte sig användandet av militärt våld, men Bosch förordade att militär skulle inkallas och avrättningar verkställas. Sovjetisk militär kväste revolten, men stämningen förblev spänd. Den 18 augusti gjorde medlemmar ur Socialistrevolutionära partiet uppror i Belinskij.

## Lenins telegram
Lenins sände under augusti 1918 en rad telegram till lokala ledare och uppmanade dem att ta itu med revoltörerna. I ett av telegrammen, daterat den 11 augusti 1918, uppmanar Lenin Kurajev, Bosch och Minkin att låta hänga minst etthundra kulaker.
| ” | Kamrater! Upproret bland de fem kulak-distrikten måste slås ned utan förskoning. Det ligger i revolutionens intresse, då det sista avgörande slaget mot kulakerna pågår överallt. Vi måste statuera ett exempel. - 1) Ni skall hänga (och häng dem så att folk ser det) minst hundra beryktade kulaker, rika och blodsugare. - 2) Offentliggör deras namn. - 3) Konfiskera all deras säd. - 4) Avrätta gisslan i enlighet med gårdagens telegram. Utför detta på sådant sätt att folk i en omkrets av hundratals mil kan se, darra, inse och skandera: låt oss kväva och strypa de blodtörstiga kulakerna. Telegrafera att ni har mottagit anvisningarna och effektuerat dem. Hälsningar, Lenin. P.S. Använd era mest hårdföra män för detta. | „ |